# فوسفات الكرياتين
فوسفوكرياتين (بالإنجليزية: Phosphocreatine)‏، المعروف أيضا باسم فوسفات الكرياتين (CP) أو PCR ( PCR)، هو مركب غني بالطاقة بسبب احتوائه على الفوسفات (رابطة ذرة الفوسفات في فوسفات الكرياتين تحمل طاقة كبيرة، تطلقها عند انفصالها)، لذا يتم استهلاك فوسفات الكرياتين من الخلية العضلية لتجديد طاقة أدينوسين ثلاثي الفوسفات ATP الذي هو الجزيء المحرك الأساسي للعضلات.

## اقرأ أيضًا
- ادينوسين ثلاثي الفوسفات
- اتاحة الطاقة
- تدريب تدريجي

## وصلات خارجية
- Human Metabolome Database at the جامعة ألبرتا